# William Stevens Fielding
Pour les articles homonymes, voir Fielding.
William Stevens Fielding (né à Halifax (Nouvelle-Écosse) le 24 novembre 1848 et mort le 23 juin 1929 à Ottawa) est un journaliste et homme politique canadien qui fut premier ministre de la Nouvelle-Écosse de 1884 à 1896.

## Biographie
Devenu chef du Parti libéral de la Nouvelle-Écosse (anti-confédération), il devient premier ministre de la Nouvelle-Écosse en 1884 et remporte l'élection de 1886 en promettant de sortir la Nouvelle-Écosse du Canada. Lorsqu'il échoue, il se tourne vers les questions économiques, incluant le développement de l'industrie du charbon.